# Пиуза (пещеры)
Пеще́ры Пи́уза (эст. Piusa koopad) — выработанная шахта по добыче стекольного песка недалеко от железнодорожной станции Пиуза в волости Выру уезда Пылвамаа, Эстония. Подземные полости шахты расположены в долине реки Пиуза.
Песчаные отложения реки, толщина которых в некоторых местах достигает 43 метров, послужили основой вручную разрабатываемого месторождения, работы на которых продолжались с 1922 по 1966 годы. Добываемый песок использовался на предприятиях по производству стекла. После прекращения промышленных работ их заселили тысячи летучих мышей. В настоящее время территория данных пещер считается самым крупным местом в Восточной Европе, где зимуют летучие мыши.
Пещеры Пиуза представляют собой подземные галереи с куполообразными потолками и песчаными колоннами. Длина проходов в пещерах шести разных типов составляет около 10 километров, они занимают они площадь в 47,4 гектара.
Согласно профилю, составленному в 1948 году, высота пещеры к северу от станции Пиуза составляла 11,03 метра. В профиле были выделены: желтовато-белый песчаник, белый песчаник, красно-коричневый песчаник, фиолетовая глина, голубоватая глина с желтоватыми и фиолетовыми прослойками и другие слои.  
Максимальное сечение было обнаружено в 1998 году в северной стенке карьера, где наблюдался профиль толщиной 11,2 м (сверху вниз): 
- 1,0 м — пестроцветный тонкослоистый комплекс с чередованием сине-серых и фиолетово-серых глин, сине- и буровато-серых алевролитов и белёсо-серых мелкозернистых песчаников;
- 2,0 м — желтовато-белый, мелкозернистый песчаник слоистого типа с ржаво-бурыми налётами на поверхности слоёв, полосы голубовато-серой глины;
- 0,2 м — пёстрая глина: сложное чередование зеленовато- и голубовато-серых и красновато-коричневых слоёв. Вкрапления зеленовато-серого алевролита;
- 8,0 м — беловатый и желтовато-серый песчаник, в розовато-белыми прослойками, среднезернистый. Мощность поверхностного слоя в основном составляет 30—50 см. Некоторые слои имеют пигментацию цвета ржавчины[2].

Осмотр части пещер разрешён с 2001 года. Для туристов выделена маркированная познавательная тропа протяжённостью 1,4 км с описаниями в восьми точках пути. На охраняемой территории расположен экодом и стоянки. У южной границы участка, за железной дорогой, расположена зона отдыха с навесом. 
С 1981 года данная территория обладала статусом охранной территории как единичный объект, в 1999 году её границы были расширены и создан заповедник площадью 47,7 га с целью защиты места обитания летучих мышей, древних природных лесов и мест произрастания прострела лугового (Pulsatilla pratensis) и гудайеры ползучей (Goodyera repens).

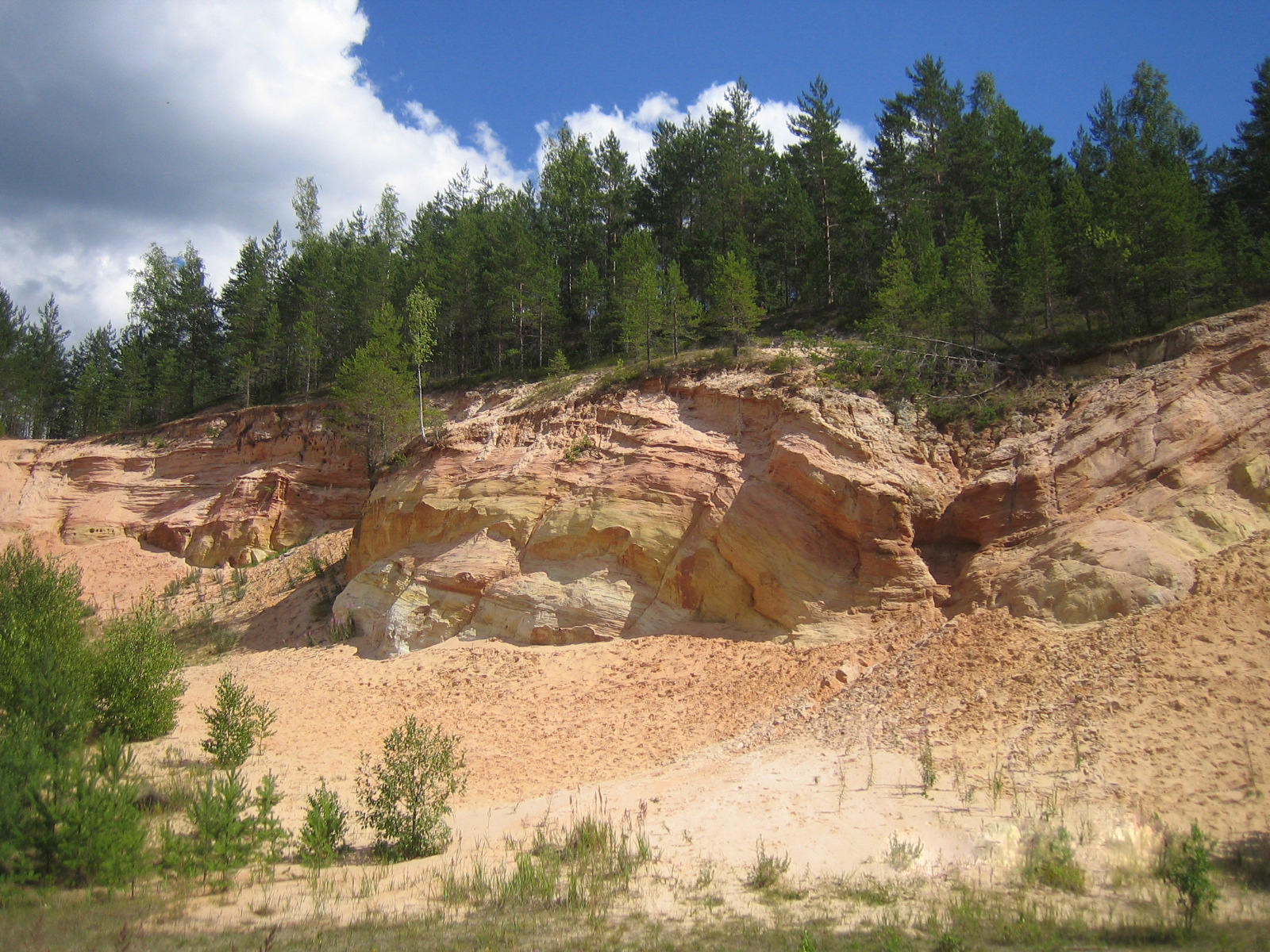
Песчаный карьер Пиуза
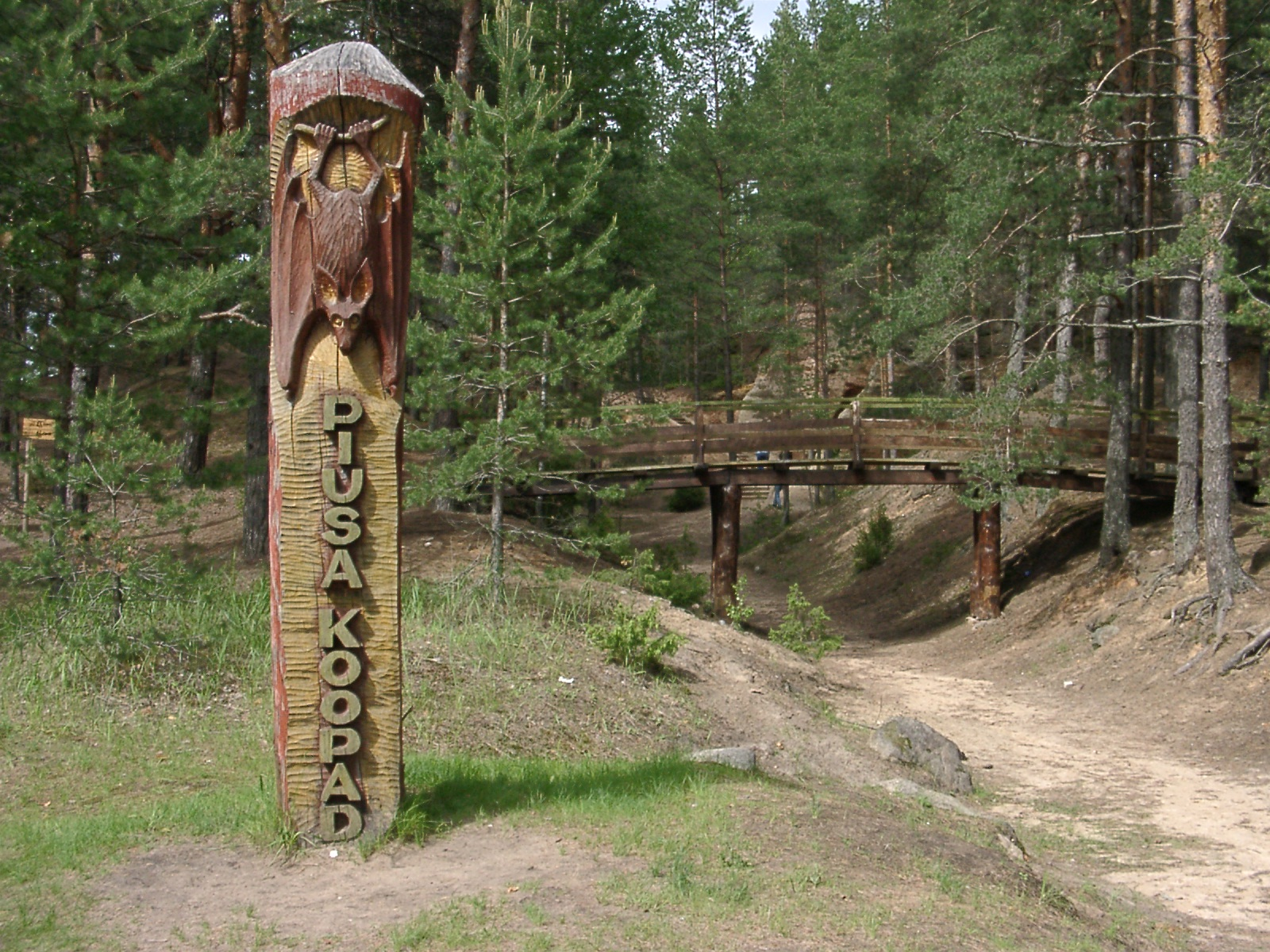
Деревянный знак пещер Пиуза
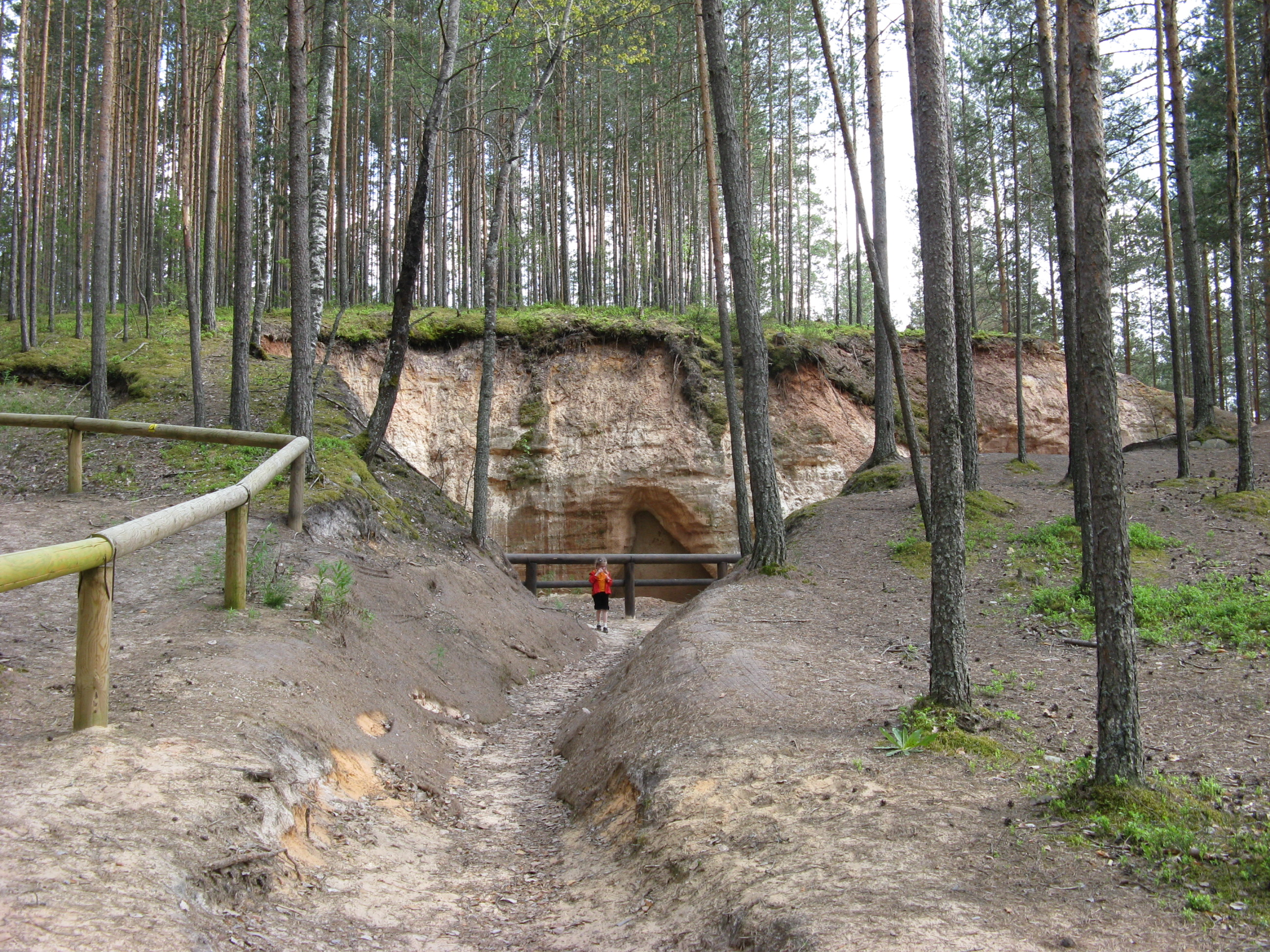
Пещеры Пиуза
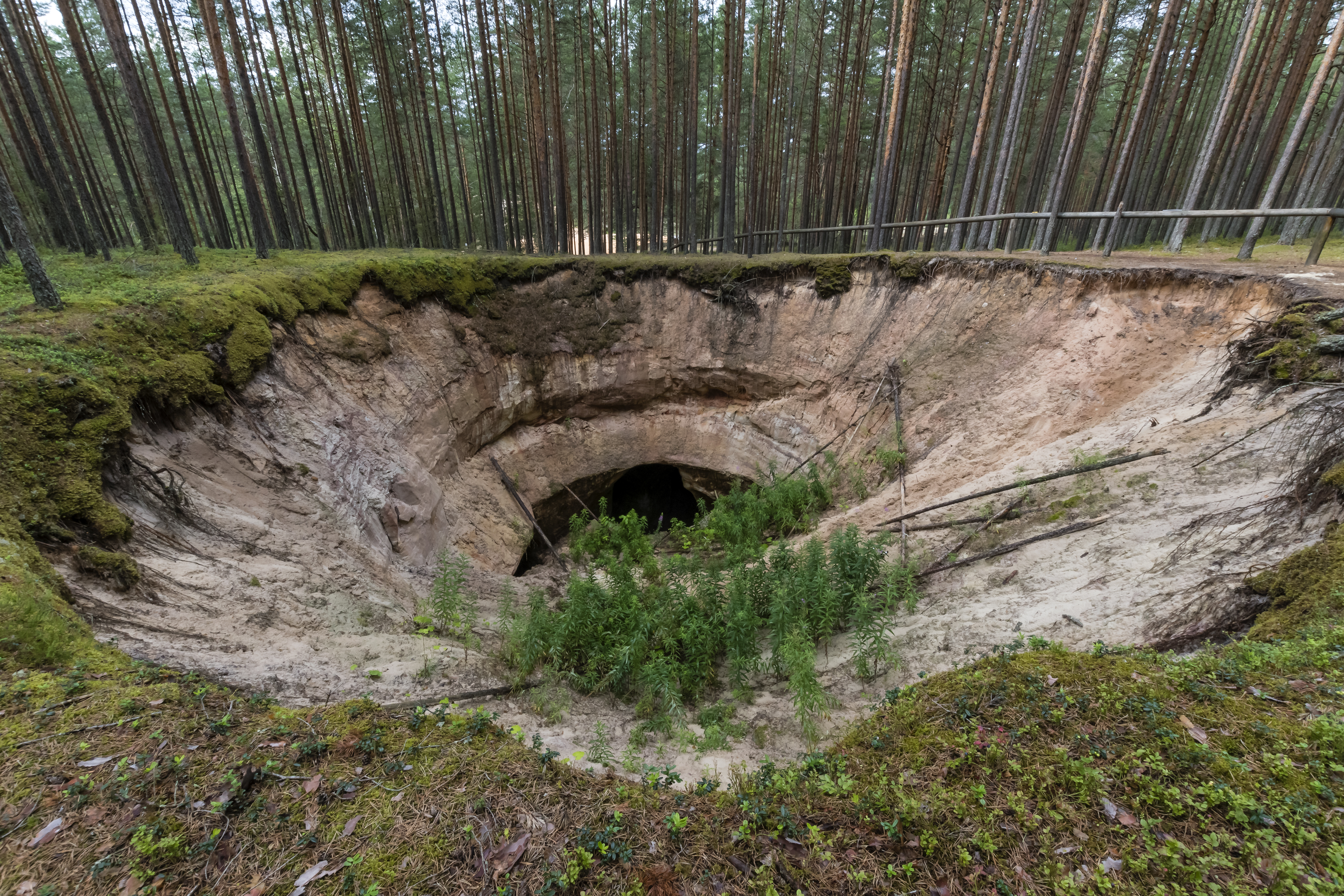
Один из заброшенных входов в пещеры
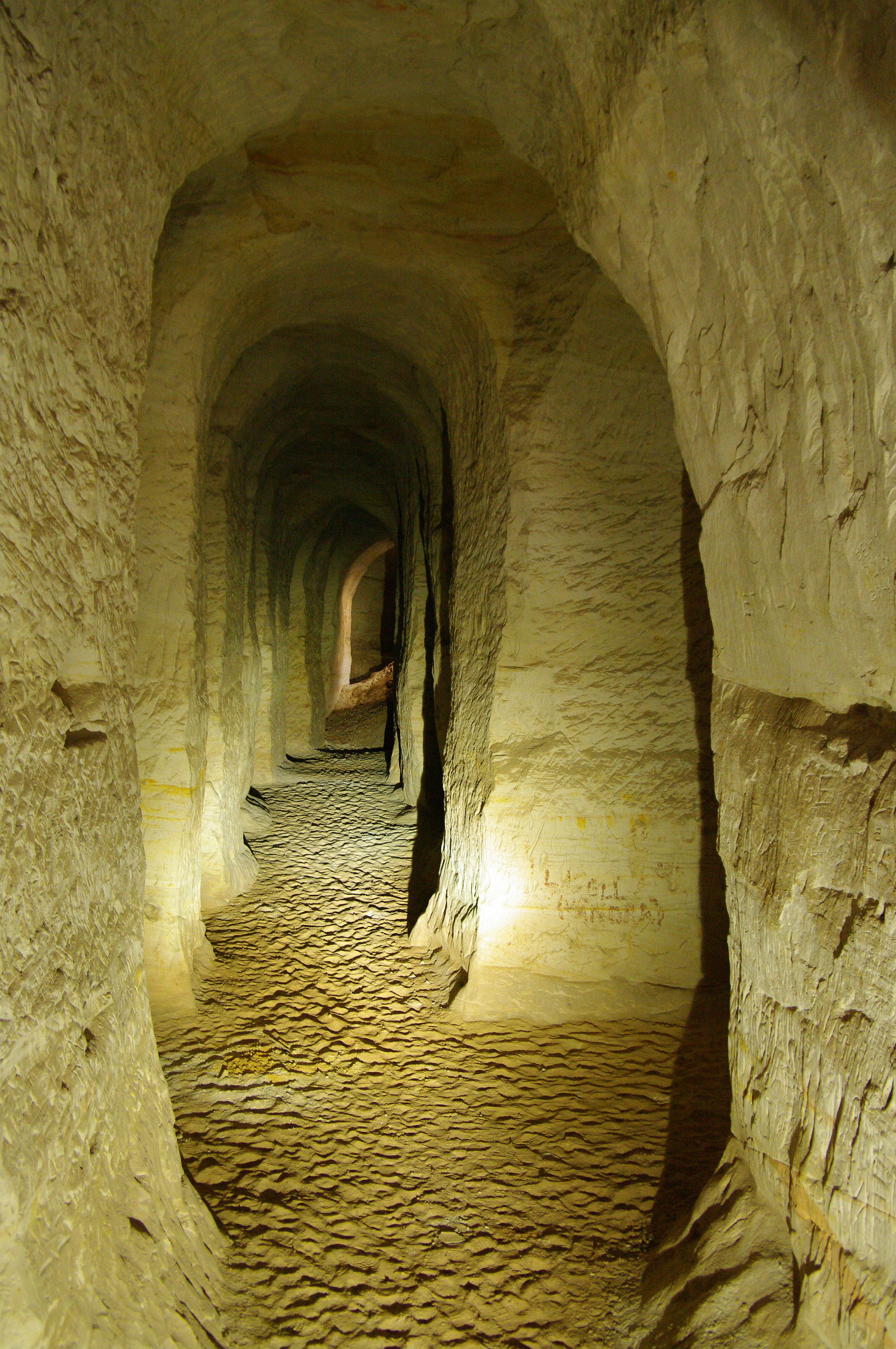
Туристическая тропа в пещерах
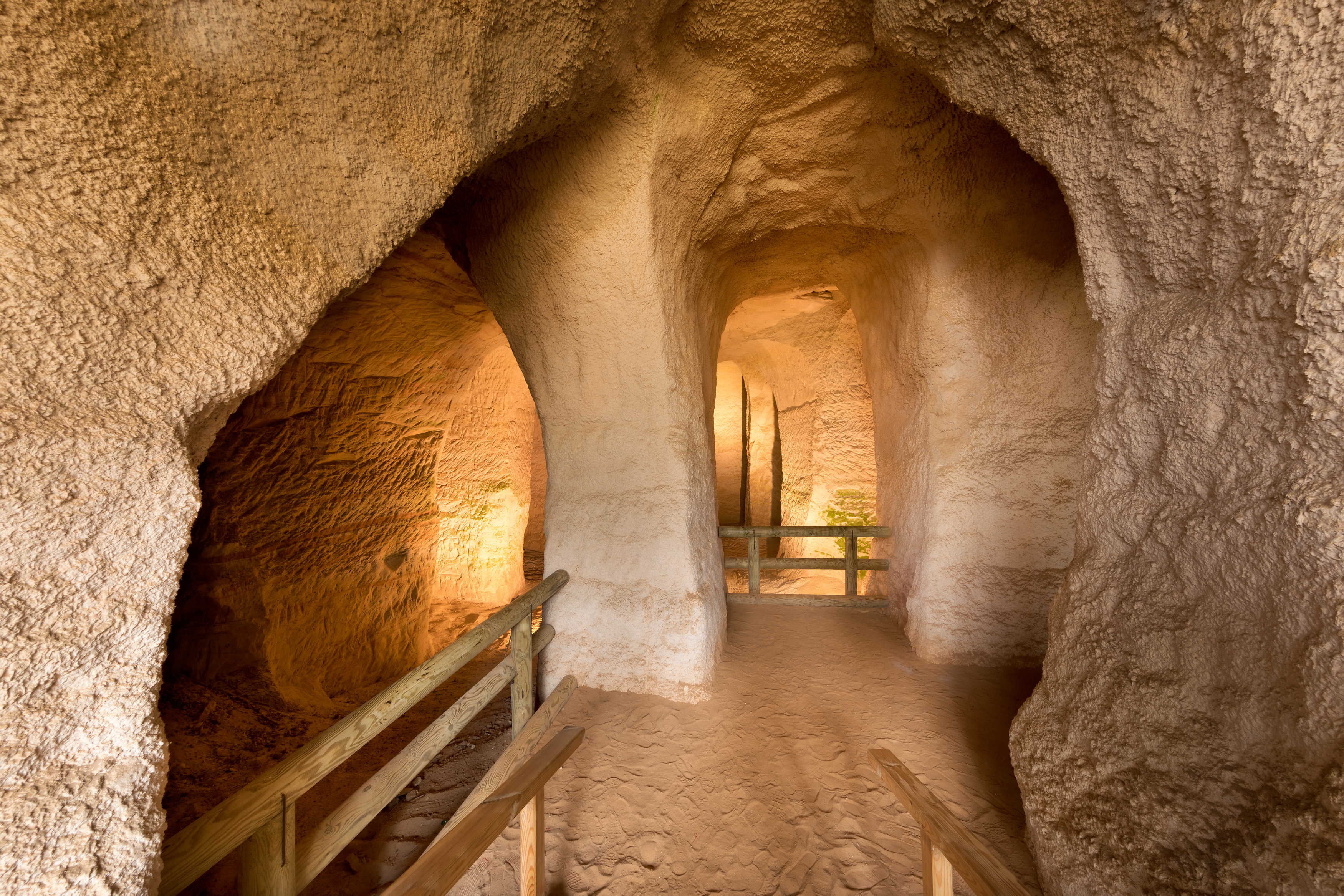
Центр туристической тропы
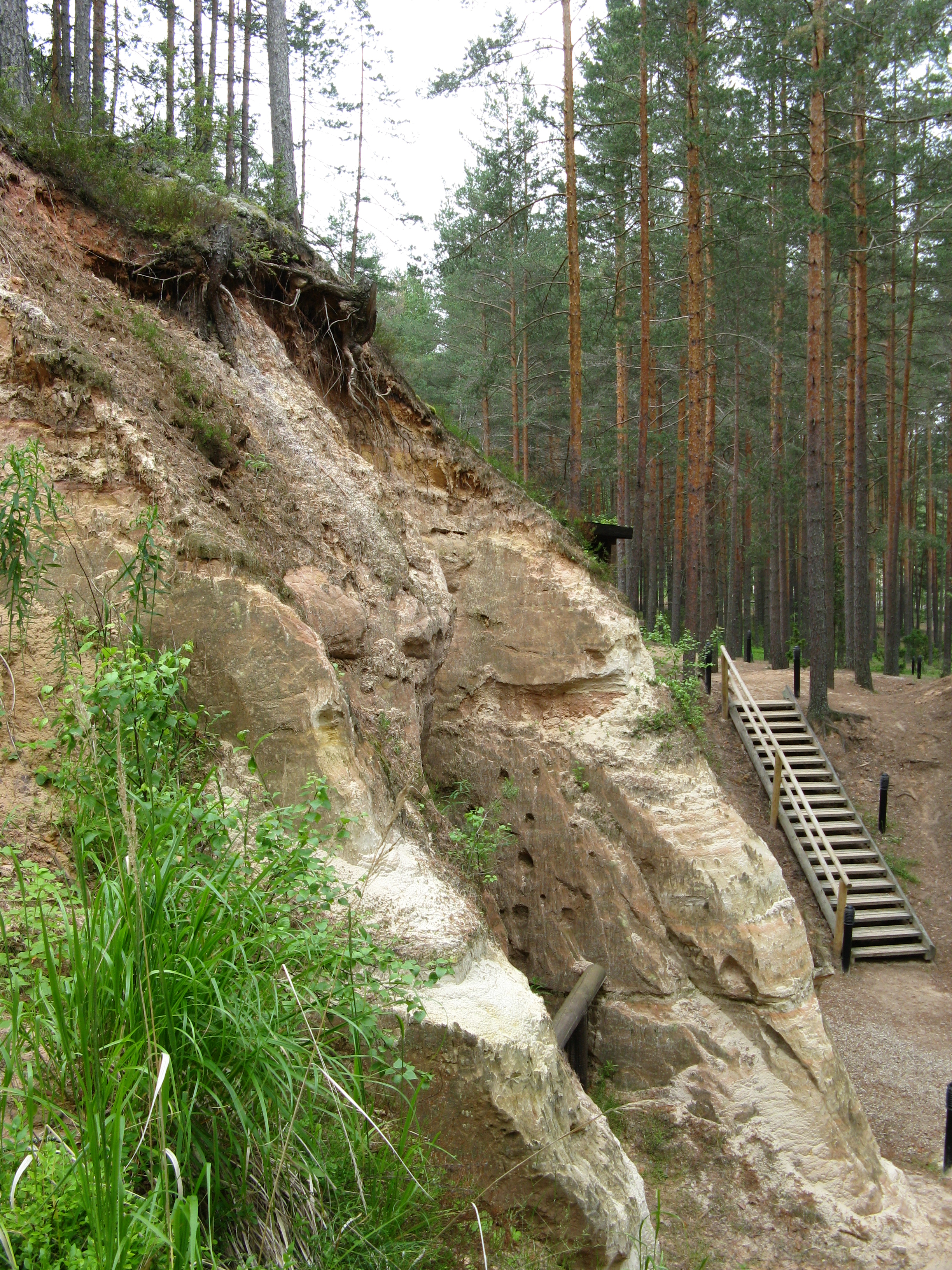
Окрестности пещер
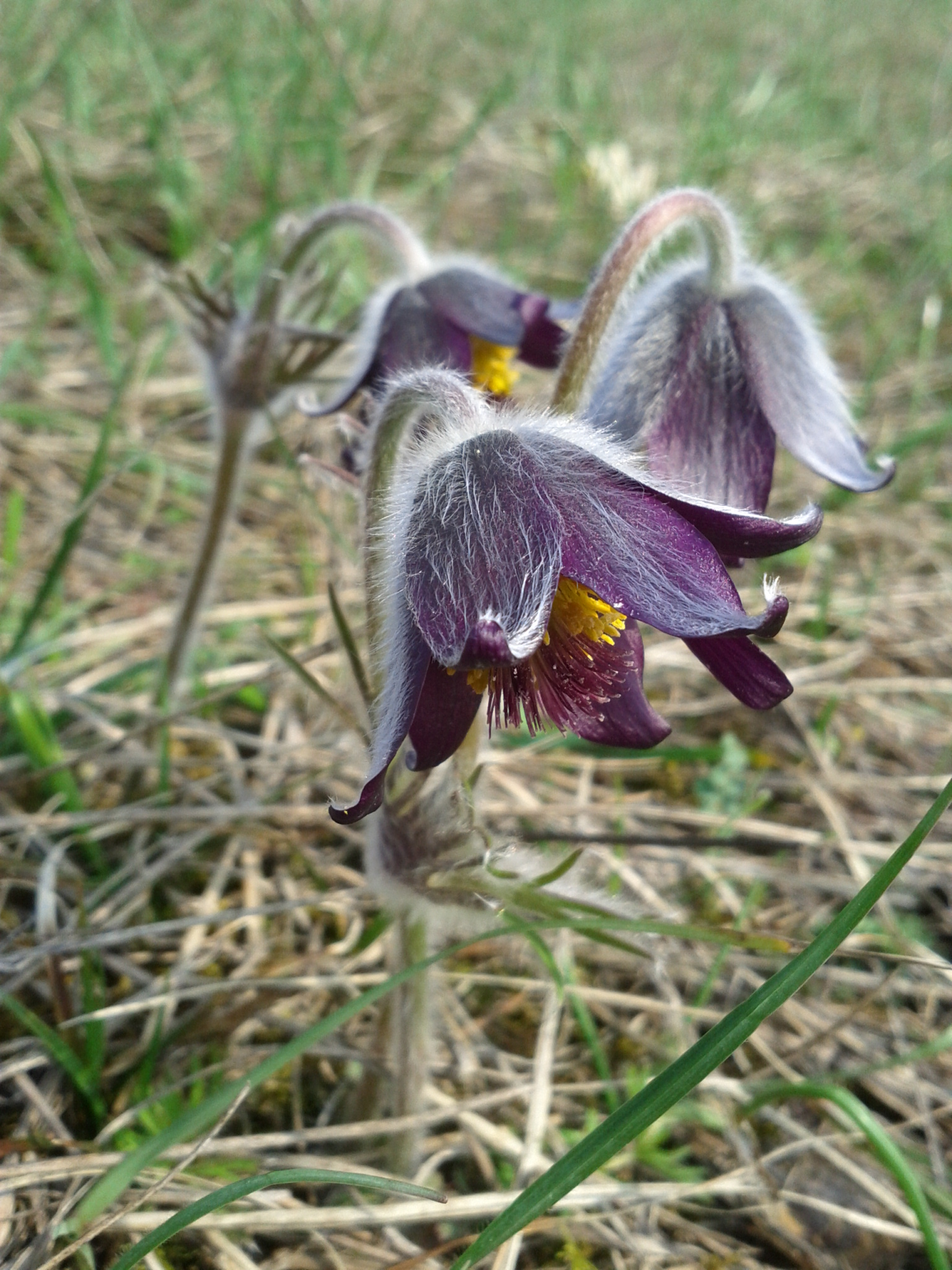
Прострел луговой

## Комментарии
1. ↑  Эстонские топонимы, оканчивающиеся на -а, не склоняются и не имеют женского рода (исключение — Нарва)[3].